# توتو يوسوبوفا
توتي توجيبوييفنا يوسوبوفا (بالأوزبكية: To‘ti Tojiboy qizi Yusupova)(بالروسية:Ту́ти Тожибоевна Юсу́пова) هي مُعمرة أوزباكستانية حيث من المزمع عليه أنها عاشت 134 سنًة و 270 يومًا وبذلك تكون أكبر معمرة في العالم وأكبر المعمرين على الإطلاق وطبقًا لعمرها هذا فعمرها تجاوز عمر المعمرة الفرنسية جين كالمينت باثنتي عشر عام فجين هي أكبر معمرة متعارف عليها حاليًا. وُلدت توتي في الأول من يوليو (تموز)لعام 1880 وتُوفيت في الخامس والعشرين من شهر مارس (أذار) لعام 2015، وعلى الرغم من أنها وُلدت وتُوفيت في القرية ذاتها ولكنها عاشت في أربع ولايات: خانية خيوة وجمهورية الخوارزمية الشعبية السوفيتية والاتحاد السوفيتي وأوزباكستان المستقلة.

## حياتها
والدها اسمه تجوبوي (بالروسية: Тожибой) واسم أمها اولجون (Улжон) وكان لديها أخًا أصغر منها

، عملت يوسوبوفا في مزرعة العائلة منذ التاسعة وتزوجت في عام 1898 وأنجبت طفلين. وفي عام 1940 تُوفي زوجها
.
قالت يوسوبوفا «كان لدي بالفعل طفلين خلال الحرب العالمية الأولى»، «لفد عايشت عبًأ خلال هذه الأوقات أستطيع تذكر هذا جيدًا وفترة الجماعية في الاتحاد السوفيتي، ما يمكنني قوله هو أن الأشخاص في بلادنا عانوا كثيرًا... لكنني لم أخف أبدًا من الصعوبات فقد كنت منشغلة بحراثة الأرض ورصف الخنادق وقطف القطن وبيع الأسمدة. كنت دائمًا أعمل وكنت دائمًا في حركة وربما هذا سبب أنني لم احتاج لزيارة الطبيب».
أما عن أولادها فقد تُوفيا قبلها فقد تُوفيت ابنتها شهيناز في عام 1984 وتُوفي ابنها جمال في عام 1956 .

## مراحل في حياتها

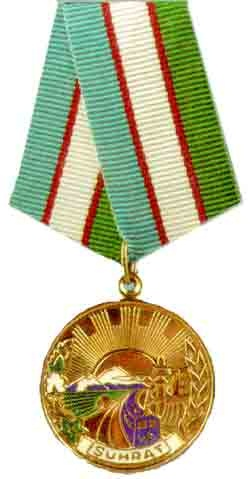
شكل ميدالية شوخرات التي حصلت عليها يوسوبوفا عام 2008

عاشت مع حفيداتها الكبريات مستمتعات بمشاهدة التلفاز

. وقالت أن السر في العمر المديد يكمن في تحلي المرء بالصدق والعمل الجاد والمساعدة. في عام 2008 تم تكريمها بميدالية شوخرات للأشخاص الذين تجاوزوا المئة عامًا من العمر في أوزبكستان.
أفادت وكالة رويترز أن من صرح بعمر يوسوبوفا عام 2009 هو صافر حكيمو الرئيس المحلي لحزب الأحرار الليبرالي الحاكم في تورتكل في كاراكالباكستان وذلك أثناء البحث عن معمرين كجزء من خطط ذكرى استقلال البلاد
. و في حالة أن عمرها صحيحًا فستكون أكبر من فيقائمة أكبر المعمرين في السجلات الرسمية متخطية الفرنسية جين كالمينت التي تُوفيت عام 1997 عن عمر يناهز 122 عامًا و 164 يومًا.
تُعرف في قريتها باسم «توتي مومو» ويُكن لها كل الاحترام في مدينتها تورتكل، وقال رئيس القرية إكروم بيكنازوف «خلال التحضيرات للزيارات والأعراس والأحداث المهمة نأتي دائمًا لأخذ المباركات منها»، وأردف قائلًا «إنه تقليد تطور عبر السنين فلا يمكنك أن تحصل على شيء أكثر تميزًا في قريتك من وجود أكبر معمري الأرض فيها». وقال قروي أخر يدعى جولباهور اومارفو «هذا البيت مكتظ دائمًا بالزائرين فهم يأتون لرؤية مامو فقط والحديث إليها لمعرفة أسرار العمر المديد منها، ويأتي لزيارتها أيضًا ممثلو من منظمة الصحة العالمية». كان لدى يوسوبوفا أكثر من مائة حفيد خلال فترة حياتها. وقالت في 2015 قبل وفاتها «لقد فقدت كم عدد الأحفاد وأحفاد الأحفاد وأحفاد أحفاد الأحفاد، ربما يتمتعون بالصحة فكثيرًا ما اخلط بين أسمائهم ولكن لا بأس في ذلك ما دامو يتمتعون بالصحة».

## وفاتها
تُوفيت في الخامس والعشرين من شهر مارس (أذار) لعام 2015 أي بأربعة أيام فقط من وفاة ميساو أوكاواو هي أكبر المعمرين في السجلات الرسمية في ذلك الوقت.
بعد جنازها قام باكسادير يانيباييف رئيس مجلس الوزراء في جمهورية كاراكالباكستان أينما عاشت وتُوفيت بإعلان جواز سفرها وشهادة ميلادها بشكل حاسم وقال أنه سيرسل هذه المعلومات لموسوعة غينيس للأرقام القياسية
.